# Леван Беріанідзе
Леван Беріанідзе (груз. ლევან ბერიანიძე; нар. 10 жовтня 1990, Тбілісі, Грузинська РСР, СРСР) — грузинський і вірменський борець вільного стилю і пляжний борець, дворазовий бронзовий призер чемпіонатів світу з вільної боротьби, бронзовий призер чемпіонату Європи з вільної боротьби, чемпіон світу з пляжної боротьби, учасник Олімпійських ігор.

## Біографія
Боротьбою займається з 1999 року. Виступав за збірну Грузії. У її складі був бронзовим призером чемпіонату світу та чемпіонату Європи 2008 року серед юніорів, бронзовим призером чемпіонату світу 2010 року, чемпіоном світу 2011 року з пляжної боротьби. З 2015 року виступає за збірну Вірменії. У її складі став бронзовим призером чемпіонатів світу та Європи, виступив на Олімпіаді в Ріо-де-Жанейро. На цих змаганнях він дістався півфіналу, де поступився майбутньому чемпіону цих ігор Тасі Акгюлю з Туреччини. У втішній сутичці за бронзову нагороду програв представнику Білорусі Ібрагіму Саїдову.

## Спортивні результати на міжнародних змаганнях

### Виступи на Олімпіадах
| Змагання                    | Збірна   | Вагова категорія           | Місце |
| --------------------------- | -------- | -------------------------- | ----- |
| Літні Олімпійські ігри 2016 | Вірменія | вільна боротьба, до 125 кг | 5     |

### Виступи на Чемпіонатах світу
| Змагання                                | Збірна   | Вагова категорія           | Місце  |
| --------------------------------------- | -------- | -------------------------- | ------ |
| Чемпіонат світу з боротьби 2010         | Грузія   | вільна боротьба, до 120 кг | Бронза |
| Чемпіонат світу з пляжної боротьби 2011 | Грузія   | пляжна боротьба, M+90      | Золото |
| Чемпіонат світу з боротьби 2015         | Вірменія | вільна боротьба, до 125 кг | 5      |
| Чемпіонат світу з боротьби 2017         | Вірменія | вільна боротьба, до 125 кг | Бронза |
| Чемпіонат світу з боротьби 2019         | Вірменія | вільна боротьба, до 125 кг | 16     |

### Виступи на Чемпіонатах Європи
| Змагання                         | Збірна   | Вагова категорія           | Місце  |
| -------------------------------- | -------- | -------------------------- | ------ |
| Чемпіонат Європи з боротьби 2017 | Вірменія | вільна боротьба, до 125 кг | Бронза |
| Чемпіонат Європи з боротьби 2020 | Вірменія | вільна боротьба, до 125 кг | 5      |

### Виступи на Європейських іграх
| Змагання              | Збірна   | Вагова категорія           | Місце |
| --------------------- | -------- | -------------------------- | ----- |
| Європейські ігри 2015 | Вірменія | вільна боротьба, до 125 кг | 5     |

### Виступи на інших змаганнях
| Золотий Гран-прі з боротьби 2010 (Тбілісі) | Грузія   | вільна боротьба, до 120 кг | Срібло |
| Золотий Гран-прі з боротьби 2010 (Баку)    | Грузія   | вільна боротьба, до 120 кг | Бронза |
| Турнір Г. Картозія і В. Балавадзе 2011     | Грузія   | вільна боротьба, до 120 кг | Бронза |
| Золотий Гран-прі з боротьби 2011 (Баку)    | Грузія   | вільна боротьба, до 120 кг | 8      |
| Турнір Олександра Медведя 2015             | Вірменія | вільна боротьба, до 125 кг | 20     |
| Турнір Степана Саргісяна 2015              | Вірменія | вільна боротьба, до 125 кг | Золото |
| Pro Wrestling League 2015                  | Вірменія | команда                    | Золото |
| Турнір Степана Саргісяна 2016              | Вірменія | вільна боротьба, до 125 кг | Бронза |
| Турнір Степана Саргісяна 2017              | Вірменія | вільна боротьба, до 125 кг | Золото |
| Pro Wrestling League 2018                  | Вірменія | команда                    | 4      |

### Виступи на змаганнях молодших вікових груп
| Змагання                                       | Збірна | Вагова категорія           | Місце  |
| ---------------------------------------------- | ------ | -------------------------- | ------ |
| Чемпіонат Європи з боротьби серед юніорів 2008 | Грузія | вільна боротьба, до 120 кг | Бронза |
| Чемпіонат світу з боротьби серед юніорів 2008  | Грузія | вільна боротьба, до 120 кг | Бронза |